# Buzet-sur-Baïse
Buzet-sur-Baïse település Franciaországban, Lot-et-Garonne megyében. Lakosainak száma 1246 fő (2022. január 1.). Buzet-sur-Baïse Aiguillon, Ambrus, Damazan, Mongaillard, Saint-Léger, Saint-Pierre-de-Buzet, Thouars-sur-Garonne, Vianne és Xaintrailles községekkel határos.

## Népesség
A település népességének változása:
| Lakosok száma | 1453 | 1317 | 1353 | 1238 | 1328 | 1308 | 1284 | 1260 | 1257 | 1246 |
|               | 1968 | 1982 | 1990 | 2006 | 2013 | 2015 | 2017 | 2019 | 2020 | 2022 |